# ماده سفید

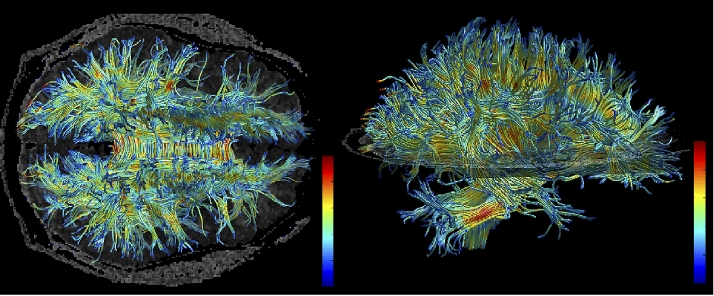
ساختار ماده س)

مادهٔ سفید (به انگلیسی: White matter) به نواحی از دستگاه عصبی مرکزی (CNS) گفته می‌شود که عمدتاً از آکسون‌های میلینی، که به آن تنه‌های عصبی نیز گفته می‌شود، تشکیل شده است. زمانی تصور می‌شد که این بافت، یک بافت منفعل است، در حالی که اکنون مشخص شده که بر روی یادگیری، عملکردهای مغزی، تعدیل توزیع پتانسیل‌های عمل، بازپخش (رله) و هماهنگی ارتباطات بین نواحی مختلف مغز، مؤثر است.
علت نامگذاری این بافت به «مادهٔ سفید»، به دلیل ظاهر روشنش است که ناشی از محتوای لیپیدی میلین درون آن است. با این حال، بافت تازه مغز برش خورده، با چشم غیرمسلح به صورت صورتی-سفید دیده می‌شود، چرا که میلین عمدتاً از بافت لیپیدی، رگ‌بندی شده با مویرگ‌ها، تشکیل شده‌است. رنگ سفید این بافت در نمونه‌های آماده شده به این علت است که اغلب از فرمالدهید محافظت می‌کند.